# Folke Persson
Folke Natanael Persson, född 23 januari 1905 i Göteborg, död 24 juli 1964, var en svensk målare, grafiker, konsthantverkare och författare.
Folke Persson var son till trävaruhandlaren Nathan Persson och hans hustru Karin född Liedquist. Han var utbildad vid Slöjdföreningens skola i Göteborg 1922–1925 och vid Konsthögskolan i Stockholm 1927–1930. Han har betecknats som "expressionistisk impressionist" och har målat porträtt i miljö, bohuslänska landskap, banvallar och hamnbilder, ofta med brutala effekter. Han har vidare utfört litografier, bokband och teaterdekorationer.
Folke Persson har målat altartavlan i Donsö kyrka (invigd 1955).
Folke Persson är representerad på Nationalmuseum och Moderna museet i Stockholm, Göteborgs konstmuseum, Malmö konstmuseum, Gävle museum, Norrköpings konstmuseum och Ystads konstmuseum. Han är gravsatt på Örgryte gamla kyrkogård i Göteborg.

### Illustrationer
- Gunnar Bohman: Kalle och Adas visor, 1937
- Gunnar Bohman: Valser och visor med Kalle och Ada, 1939
- Ebbe Linde: Göteborg, 1948
- Kjell Sjöberg: Galna Lotta : roman, 1980